# Trdnjava Bassein
Trdnjava Bassein ali Trdnjava Vasai je bila obsežna trdnjava v sedanji vasi Vasai, v regiji Palghar, na zahodni obali Indije v zvezni državi Maharaštra. Samo ime "Bassein" je angleška verzija portugalskega "Baçaim" (pri čemer se  "ç" izgovarja kot  "s"  ter je "m" neslišen), kar je pravzaprav verzija domačega imena, ki ima zvezo z lokalnim plemenom Vasa Konkani, ki naseljuje območje med Mumbajem in južnim Gudžaratom. V maratskem jeziku se kraj imenuje Vasai. Vas in ostanki trdnjave ležijo severno od Mumbaja, nedaleč od železniške proge iz Mumbaja proti Barodi. 
Originalna oblike portugalskega imena je "Fortaleza de São Sebastião de Baçaim" ali Trdnjava Sv. Sebastjana v Vasai. Trdnjava Vasai oziroma ostanki so razglašeni za spomenik nacionalnega pomena s področja arheologije Indije.

## Zgodovina
Iz zgodovinskih virov je znano, da je območje Bassein v 6. stoletju obiskal  grški trgovec  Cosmas Indicopleustes, nekaj kasneje pa tudi  kitajski popotnik Xuanzang poleti leta 640.  Zgodovinar Joseph Gerson Da Cunha navaja, da je bilo območje Bassein takrat pod oblastjo dinastije Chalukya iz Karnatake. 
Do 11. Stoletja je več arabskih geografov območje omenjalo z mesti v bližini Bassein npr.:  Thana in  Sopara, vendar pa ne samega Basseina. Basseinu je kasneje vladala dinastija Silhara iz Konkana, in potem prešlo na Yadavase iz Devagirija, in končno je bilo osvojeno s strani muslimanskih vladarjev Gudžarata.
Obale zahodne Indije je kot prvi Portugalec dosegel Vasco da Gama, ki je pristal v Calicutu leta 1498. Nekaj let kasneje so se Portugalci utrdili v severnem Konkanu. Ustanovili so močno postojanko Goa, ki so jo odvzeli sultanu Bijapura leta 1510. Domnevno so obalo Basseina prvi Portugalci obiskali leta 1509, ko je Francisco de Almeida na poti v Diu zajel muslimansko ladjo v pristanišču Mumbaja s 24 prebivalci Gudžarata. Mumbaj je bil takrat nepomembno pristanišče, pomembno je postalo šele po letu 1661, ko so ga prejeli Britanci. 
Portugalci so območje pridobili šele s Sporazumom o Basseinu, ki je bil podpisan med  sultanom Bahadurjem iz Gudžarata in  kraljevino Portugalsko dne 23. decembra 1534 na krovu  galeje São Mateus. Po tem sporazumu je Portugalska dobila kontrolo nad mestecem  Bassein, in okoliškim območjem, otoki in morjem. Mumbajski otoki, ki so prišli pod portugalsko kontrolo so bili Colaba,  Mumbai, Mazagaon, Worli, Matunga, in Mahim. Področja, ki so jih Portugalci že imeli in poselili so bila Salsette, Daman in Diu, Thane, Kalyan, in Chaul.
Bassein je bil potem portugalsko severno glavno mesto dokler ga niso leta 1739 osvojili Maratijci,  po triletni vojni. Zasedel ga je vojskovodja Chimaji Appa, brat Peshwe Baji Rao. (Glej -Bitka za Bassein). Trdnjava je igrala strateško vlogo v Prva  Anglo-Maratska vojna.

## Sedanjost
Ostanki nekoč mogočne trdnjave so danes nad potokom Vasai skoraj v celoti preraščeni z vegetacijo. Nekaj opazovalnih stolpov, na katere vodijo varne stopnice. Čeprav so stene precej porušene, je mogoče razpoznati strukturo in veličino nekdanje trdnjave, najdemo lahko tudi okrasne izklesane kamnite elemente. Znotraj trdnjave lahko razberemo obrise kapele, ki ima obrise tipične portugalske cerkve iz 17. stoletja. Arheološki pregled Indije je pričel z restavracijskimi deli. 
- http://www.webcitation.org/getfile.php?fileid=d46f801a0323cdeb53be15a3098888042e9bc081